# 스테타칸투스

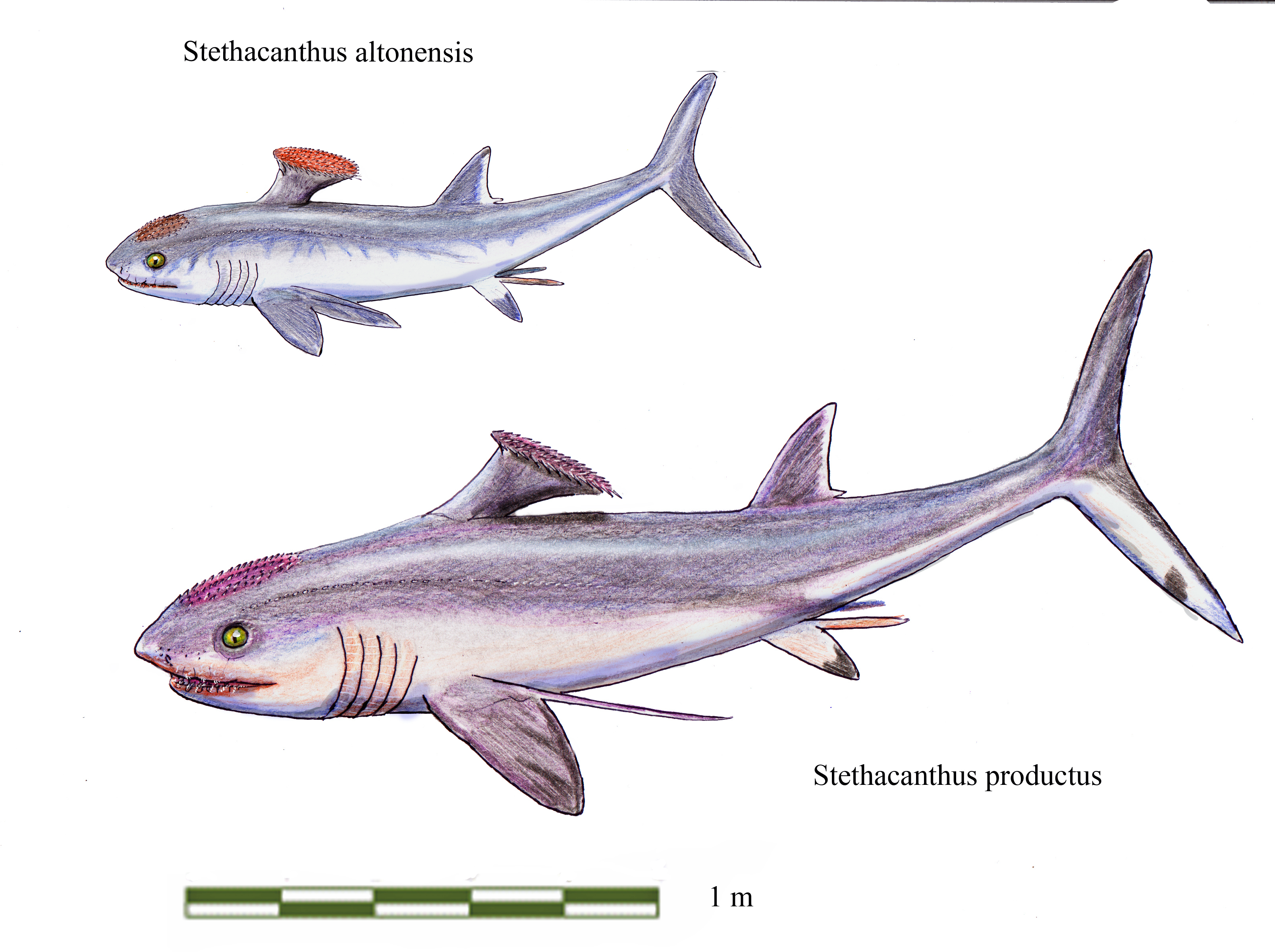

스테타칸투스(Stethacanthus)는 상어와 유사한 전두어류의 속이다. 데본기 말기부터 석탄기 말기까지 살았다. 화석은 아시아, 유럽, 북아메리카에서 관찰된다.

## 설명

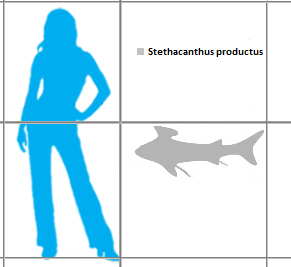
인간과의 크기 비교

스테타칸투스는 "가슴"을 뜻하는 그리스어 낱말 στῆθος(stēthos)과 "척추"를 의미하는 ἄκανθος(akanthos)에서 기원한다.
스테타칸투스의 길이는 약 70센티미터에 이르며 수많은 관점에서 상어와 비슷한 모습을 지녔으나 주된 특징으로 망치 모양의 등지느러미가 보인다.
스테타칸투스의 여러 종들이 1800년대 말 발견되었다.

## 다른 종
- S. concavus Ginter, 2018[2]
- S. gansuensis Wang et al., 2004[3]
- S. neilsoni
- S. praecursor Hussakof & Bryant, 1918[4]
- S. resistens
- S. thomasi
- S. productus Newberry, 1897[5]